# Pseudeos cardinalis
El lori cardenal (Pseudeos cardinalis) una especie de ave psitaciforme de la familia Psittaculidae endémica de los archipiélagos de las islas Salomón y Bismarck. 

## Descripción

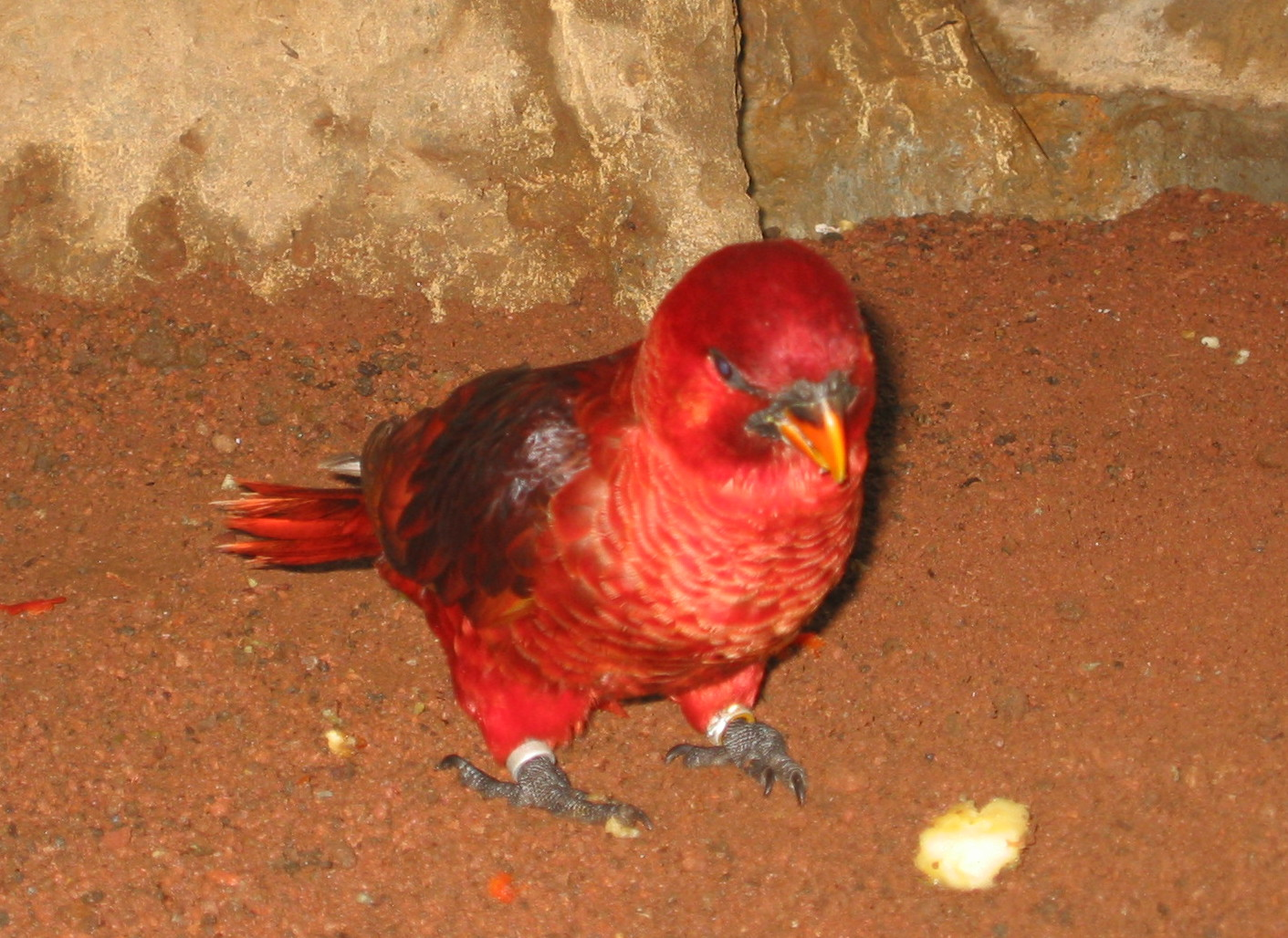
Ejemplar en Loro Parque, España.

Mide 31 cm de largo. Casi todo su plumaje es de color rojo, con las plumas de sus alas parduzcas, y las plumas del pecho con bordes blancos. Su pico es de color naranja, y su anillo ocular y su lorum son negros. El iris de los ojos es de color naranja-rojo. Las patas son de color gris. Machos y hembras son idénticos en apariencia externa. Los menores tienen pico de color naranja pálido y negro, y anillos en los ojos de color gris pálido, lirio y amarillo.

## Distribución y hábitat
Se distribuye por las islas del archipiélago de las islas Salomón y algunas islas menores al norte del archipiélago Bismarck. Habita principalmente en los manglares y los bosques tropicales de tierras bajas.